# Homestead High School
Homestead High School é uma escola existente em Cupertino, California, que fornece ensino médio em quatro anos.
Nesta escola estudou, entre outras pessoas famosas, Steve Jobs.